# Sant Pere de les Ventoses
Sant Pere de les Ventoses és l'església parroquial dins el nucli urbà del poble de les Ventoses, situat en un turó al marge dret del riu Sió, entre Butsènit d'Urgell i Pradell. al municipi de Preixens (Noguera). És protegida com a bé cultural d'interès local, 

## Història
L'església parroquial de les Ventoses s'esmenta documentalment l'any 1179 en una butlla de confirmació de béns atorgada pel papa Alexandre III a l'abadia de Sant Pere d'Àger; segons aquesta butlla, entre moltes altres propietats, el papa li ratificà la possessió de l'«ecclesiam de Ventoses» amb totes les seves pertinences. No s'ha pogut ratificar encara el moment en el qual entrà a formar part de les vastes possessions de l'abadia. La pertinença a Àger està documentada també el 1648 en un llibre de sinodals on hi ha la llista de parròquies que configuraven l'arxiprestat de Sant Pere d'Àger. Posteriorment, el 1783-84 es menciona en un llibre de visites de l'arxiprestat, del qual en depengué fins al segle xix.

## Arquitectura
És un petit temple aïllat, d'una sola nau, orientat d'oest a est. L'edifici presenta un absis a la capçalera. A nord i a sud del cos principal, dues capelles laterals en sobresurten. La façana principal s'orienta a la plaça esmentada, amb campanar sobre la part dreta. Presenta fàbrica d'aparell regular, carreu de pedra sorrenca. Al portal d'entrada únicament destaca la llinda bisellada d'una sola peça amb la inscripció de la data 1730. Sobre aquesta llinda s'obre una petita fornícula, avui buida, d'arc de mig punt recte, protegida amb una cornisa triangular que crea l'efecte de frontó sobre la llinda. Sobre aquest frontó, dues filades de carreus més amunt, hi ha un ull de bou octogonal de la mateixa amplada que la fornícula.
El portal descrit i l'ull de bou defineixen un eix vertical a la façana que li atorga simetria. A la part dreta de la façana, s'aixeca el campanar, fet amb maons, de planta quadrada aixamfranada i amb obertures d'arc de mig punt a les quatre cares. També està fet amb maons un cos triangular sobrealçat que corona la part esquerra de la façana, on destaca una creu llatina amb tres esferes.
A partir del campanar i el sobrealçat frontal es desplega la teulada a doble vessant en sentit longitudinal amb ràfec simple i que desaigüen sobre els teulats de les capelles laterals. Aquesta teulada cobreix el cos central de l'edifici.
A la capçalera hi ha l'absis semicircular, un dels únics elements romànics que resten de les primitives estructures altmedievals i que s'obre a la nau mitjançant un arc presbiteral. També es conserva de la primitiva estructura la part oriental dels murs perimetrals, en els quals destaca l'angle sud-est resolt amb un contrafort a l'estil d'edificis com el de Santa Maria del Castell de Cubells. Al centre de l'absis hi ha una finestra de doble esqueixada. A la part superior i al mur nord hi ha una renglera de forats rectangulars, traus de bastida, (dos rengles superposats alternativament a la meitat sud de l'absis) que articulen i donen certa plasticitat a l'aparell, de carreus regulars ben tallats i polits, disposats en filades uniformes i regulars com correspon a les formes constructives dels segles xii i xiii.